# Баранчик (посуда)
Бара́нчик (клош, фр. cloche — «колокол») — посуда для подачи горячих вторых блюд в виде плоской металлической тарелки или овального блюда с крышкой в форме колокола.
В ресторанах баранчики применяются официантами для получения с раздачи и сохранения температуры готовых блюд. В баранчиках овальной формы перемещают блюда из мяса птицы, рыбы и дичи в соусе, а также отварные и припущенные рыбные блюда, в круглых — овощные блюда в соусе или блины. Баранчики обычно изготавливают из мельхиора или нержавеющей стали, овальные баранчики могут вмещать до четырёх или шести порций.